# Kiskarácsony, Batkarácsony
A Kiskarácsony, Batkarácsony (eredeti cím: Merry Little Batman) 2023-ban bemutatott amerikai 2D-s számítógépes animációs szuperhős film, amelyet Mike Roth rendezett, a DC Comics Batman és Damian Wayne karakterei alapján.
Amerikában és Magyarországon 2023. december 8-án mutatta be az Amazon Prime Video.

## Cselekmény
Miután Damian Wayne karácsony este egyedül marad a Wayne kúriában, átváltozik "Kis Batmanné", hogy az ünnepek alatt megvédje otthonát és Gotham City többi részét a gonosztevőktől.

## Szereplők
| Szerep                    | Eredeti hang       | Magyar hang       |
| ------------------------- | ------------------ | ----------------- |
| Damian Wayne / Kis Batman | Yonas Kibreab      | Tóth Csanád       |
| Bruce Wayne / Batman      | Luke Wilson        | Sótonyi Gábor     |
| Alfred Pennyworth         | James Cromwell     | Kajtár Róbert     |
| Joker                     | David Hornsby      | Háda János        |
| Mr. Fagy                  | Dolph Adomian      | Holl Nándor       |
| Pingvin                   | Brian George       | Seder Gábor       |
| Méregcsók                 | Therese McLaughlin | Farkasinszky Edit |
| Bane                      | Chris Sullivan     |                   |
| Vicki Vale                | Cynthia McWilliams | Sági Tímea        |
| Terry                     | Michael Fielding   | Kisfalusi Lehel   |
| Francine                  | Natalie Palamides  | F. Nagy Erika     |
| James Gordon              | Reid Scott         | Bolla Róbert      |
| Madárijesztő              | Fred Tatasciore    |                   |

### Magyar változat
- Magyar szöveg: Imri László
- Hangmérnök és vágó: Horváth Zoltán
- Kreatív supervisor: Heltai Olga
- Szinkronrendező: Wessely-Simonyi Réka
- Produkciós vezető: Gyarmati Zsolt

A szinkront a Masterfilm Digital készítette el.

## A film készítése
Miközben a Warner Bros. Animation számára egy filmes projekten dolgozott egy átfogó szerződés részeként, a Parkműsor íróját, Mike Roth-ot megkereste Sammy Perlmutter, a Warner Bros. Animation alelnöke, hogy dolgozzanak egy karácsonykor játszódó Batman-filmen, amelyet Ronald Searle művei ihlettek. Mivel Roth régóta rajongott mind Batmanért, mind Searle-ért, elvállalta a film rendezését, míg a Tini titánok, harcra fel! íróját, Morgan Evans-t a forgatókönyv kidolgozására szerződtették.
2021 szeptemberében jelentették be, hogy a Warner Bros. Animationnél egy karácsonyi animációs film készül a Batmanről, Damian Wayne főszereplésével, az HBO Max és a Cartoon Network számára.
2022 augusztusára az HBO Max hivatalosan is lemondott a film forgalmazási jogairól, a többi hat projekt mellett, köztük a Batman: Caped Crusaderrel. A film fejlesztése folytatódott, miközben a stúdió új forgalmazót keresett. 2023 áprilisában jelentették, hogy az Amazon Prime Video – amely korábban megszerezte a Caped Crusader jogait – fogja forgalmazni a filmet. 2023 novemberére Jase Ricci-t szerződtették társírónak; Ricci korábban a Batman: A végzet, amely Gothambe jött című film forgatókönyvét írta. 2023 novemberére Jase Ricci-t szerződtették társírónak; Ricci korábban a Batman: A végzet Gothambe érkezik című film forgatókönyvét írta.